# Диверсифікаційна візова лотерея
Диверсифікаційна візова лотерея (відома як Лотерея «Грін Кард»; англ. Diversity Immigrant Visa або англ. Green Card Lottery) — програма Державного департаменту США, яка щорічно проходить у формі лотереї, і надає можливість отримати диверсифікаційну імміграційну візу США особам із країн із історично низьким рівнем імміграції до США. Для розіграшу щорічно передбачено 50 тисяч «диверсифікаційних віз» (скорочення ДВ), більше ніж на 7 %  з яких  не може претендувати жодна з країн учасниць. Участь у програмі безкоштовна.

## Загальна інформація

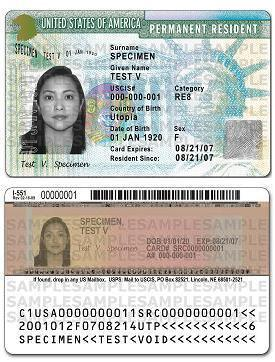
«Зелена картка» постійного мешканця США (резидента), яка дає право на постійне проживання та роботу в США.

### Вимоги до претендентів
- Претендент — виходець з однієї з країн учасниць.
- Претендент закінчив середню школу чи її еквівалент, або має впродовж останніх п'яти років дворічний робочий стаж, що вимагає не менше двох років професійно-технічної підготовки.

### Подача заявки
Реєстрація на участь у лотереї з розіграшу диверсифікаційних імміграційних віз як правило розпочинається щорічно у жовтні, а завершується через місяць у листопаді того ж року. Заявка на участь у лотереї подається виключно в електронному вигляді на офіційному вебсайті програми. Подача заявки та участь у лотереї є безкоштовною.
Для участі у Диверсифікаційній візовій лотереї заявникові потрібно заповнити онлайн-анкету та завантажити власну фотографію в цифровому вигляді.

### Процедура відбору
З-поміж правильно заповнених заявок, методом випадкового комп'ютерного відбору відбиратимуться виграшні. Кожен претендент має можливість перевірити на вебсайті лотереї свій результат у травні місяці наступного після подачі заявки року. Для отримання диверсифікаційної візи претендент повинен відповідати всім вимогам, які висуваються до потенційних іммігрантів до США. Обробка та видача диверсифікаційних віз закінчується через 17 місяців після оголошення результатів лотереї.

### Перевірка результатів
До DV-2010 заявник не мав жодної можливості перевірити статус заявки, тільки переможці отримували лист-повідомлення поштою. Починаючи з DV-2010, після подачі заявки заявник отримує код підтвердження, який інформує учасника про те, що заявка була успішно подана. У травні наступного після моменту подачі року заявник, використовуючи код підтвердження, має можливість перевірити свій результат на офіційному вебсайті лотереї.

## Історія
Диверсифікаційна візова лотерея була започаткована Законом про імміграцію 1990 року. За умовами програми планувалося, що 55 тисяч імміграційних віз буде розігруватися у формі лотереї починаючи з 1995 фінансового року. Основною метою програми була диверсифікація імміграції шляхом надання більшої кількості віз іммігрантам з країн з низьким рівнем імміграції до Сполучених Штатів за останні п'ять років.
Починаючи з 1999 фінансового року, кількість диверсифікаційних віз було зменшено до 50 тисяч. 5 тисяч віз виділили на програму NACARA, метою якої було зменшити рівень депортації громадян з Центральної Америки та їхніх родин, що прибували до США в пошуках політичного притулку.

### Результати DV-2012
У 2011 році вперше за історію лотереї результати відбору були анульовані. 15 травня 2011 року було оголошено, що результати розіграшу анулюються через те, що не було дотримано принцип випадковості відбору виграшних заявок. Виявилося, що 98 % переможців подали свої заявки в перші дні їх прийому — 5 та 6 жовтня 2010 року, і у зв'язку з комп'ютерною помилкою переможцями було обрано перші сто тисяч надісланих заявок.
Перевірку переглянутих результатів було призначено на 15 липня 2011 року.
Відміна результатів DV-2012 спричинила хвилю критики. Республіканці закликали прийняти нову іміграційну реформу, якою передбачалася відміна Диверсифікаційної візової лотереї та збільшення щорічної квоти робочих віз. Проте реформа не знайшла підтримки у Сенаті США, в якому на той час більшість належала демократам. Таким чином доля лотереї залишилася невизначеною і до сьогодні.

## Для України
З моменту створення лотереї співбесіди з вихідцями з України для отримання віз за результатами розіграшу Диверсифікаційної візової лотереї проводились у Посольстві США в Польщі. Починаючи з 1 березня 2012 року Посольство США в Україні почало проводити співбесіди з переможцями в Україні.
За даними Держдепартаменту США для участі у DV-2015 з України надійшло більше 1,2 мільйонів заявок, з яких було обрано 4679 переможців.

## Недопущені країни
Країни, які направили понад 50 тисяч іммігрантів до Сполучених Штатів Америки протягом попередніх п'яти років, втрачають право на участь у диверсифікаційній візовій лотереї. У DV-2016 вихідці з наступних країн не брали участь у лотереї: Бангладеш, Бразилія, Канада, Китай (материкова частина), Колумбія, Домініканська Республіка, Еквадор, Ель-Сальвадор, Гаїті, Індія, Ямайка, Мексика, Нігерія, Пакистан, Перу, Філіппіни, Південна Корея, В'єтнам, Велика Британія (крім Північної Ірландії) та її залежні території.

### Винятки
До «50 тисяч іммігрантів за попередні п'ять років» входять тільки ті люди, які емігрували через возз'єднання із сім'єю або американського роботодавця. Біженці, переможці диверсифікаційної візової лотереї минулих років, та люди, які отримали політичний притулок у США не підпадають під цей термін.
Північна Ірландія, яка є частиною Великої Британії, є винятком і її жителі мають право на участь в лотереї.

### Зміни
У першому розіграші лотереї DV-1995, наступні 13 країн не мали права брати участь у лотереї: Канада, Китай (материк), Домініканська Республіка, Сальвадор, Гаїті, Індія, Ямайка, Мексика, Філіппіни, Південна Корея, Тайвань, Велика Британія (крім Північної Ірландії) і її залежні території, та В'єтнам.
З роками, наступні зміни були внесені до переліку країн учасниць:
- DV-1996: Колумбія втратила право брати участь.
- DV-1998: Польща втратила право брати участь.
- DV-2002: Польща і Тайвань отримали право брати участь; Пакистан втратив право брати участь.
- DV-2004: До програми був доданий Східний Тимор, країна отримала право брати участь.
- DV-2005: Росія втратила право брати участь.
- DV-2007: Польща знову втратила право брати участь.
- DV-2008: Бразилія і Перу втратили право брати участь; Сербія і Чорногорія перераховані у програмі як окремі країни, обидві отримали право на участь.
- DV-2009: Еквадор і Гватемала втратили право брати участь.
- DV-2010: Росія отримала право брати участь; Була додана Республіка Косово та отримала право брати участь.
- DV-2013: Польща знову отримала право брати участь; Бангладеш втратив право брати участь; Південний Судан був доданий до програми і отримав право брати участь.
- DV-2014: Гватемала отримала право брати участь.
- DV-2015: Нігерія втратила право брати участь.

| Країна                   | Рік  | Рік  | Рік  | Рік  | Рік  | Рік  | Рік  | Рік  | Рік  | Рік  | Рік  | Рік  | Рік  | Рік  | Рік  | Рік  | Рік  | Рік  | Рік  | Рік  | Рік  | Рік  | Рік  | Рік  |
| Країна                   | 1995 | 1996 | 1997 | 1998 | 1999 | 2000 | 2001 | 2002 | 2003 | 2004 | 2005 | 2006 | 2007 | 2008 | 2009 | 2010 | 2011 | 2012 | 2013 | 2014 | 2015 | 2016 | 2017 | 2018 |
| ------------------------ | ---- | ---- | ---- | ---- | ---- | ---- | ---- | ---- | ---- | ---- | ---- | ---- | ---- | ---- | ---- | ---- | ---- | ---- | ---- | ---- | ---- | ---- | ---- | ---- |
| Бангладеш                | Так  | Так  | Так  | Так  | Так  | Так  | Так  | Так  | Так  | Так  | Так  | Так  | Так  | Так  | Так  | Так  | Так  | Так  | Ні   | Ні   | Ні   | Ні   | Ні   | Ні   |
| Бразилія                 | Так  | Так  | Так  | Так  | Так  | Так  | Так  | Так  | Так  | Так  | Так  | Так  | Так  | Ні   | Ні   | Ні   | Ні   | Ні   | Ні   | Ні   | Ні   | Ні   | Ні   | Ні   |
| Канада                   | Ні   | Ні   | Ні   | Ні   | Ні   | Ні   | Ні   | Ні   | Ні   | Ні   | Ні   | Ні   | Ні   | Ні   | Ні   | Ні   | Ні   | Ні   | Ні   | Ні   | Ні   | Ні   | Ні   | Ні   |
| КНР                      | Ні   | Ні   | Ні   | Ні   | Ні   | Ні   | Ні   | Ні   | Ні   | Ні   | Ні   | Ні   | Ні   | Ні   | Ні   | Ні   | Ні   | Ні   | Ні   | Ні   | Ні   | Ні   | Ні   | Ні   |
| Колумбія                 | Так  | Ні   | Ні   | Ні   | Ні   | Ні   | Ні   | Ні   | Ні   | Ні   | Ні   | Ні   | Ні   | Ні   | Ні   | Ні   | Ні   | Ні   | Ні   | Ні   | Ні   | Ні   | Ні   | Ні   |
| Домініканська Республіка | Ні   | Ні   | Ні   | Ні   | Ні   | Ні   | Ні   | Ні   | Ні   | Ні   | Ні   | Ні   | Ні   | Ні   | Ні   | Ні   | Ні   | Ні   | Ні   | Ні   | Ні   | Ні   | Ні   | Ні   |
| Еквадор                  | Так  | Так  | Так  | Так  | Так  | Так  | Так  | Так  | Так  | Так  | Так  | Так  | Так  | Так  | Ні   | Ні   | Ні   | Ні   | Ні   | Ні   | Ні   | Ні   | Ні   | Так  |
| Сальвадор                | Ні   | Ні   | Ні   | Ні   | Ні   | Ні   | Ні   | Ні   | Ні   | Ні   | Ні   | Ні   | Ні   | Ні   | Ні   | Ні   | Ні   | Ні   | Ні   | Ні   | Ні   | Ні   | Ні   | Ні   |
| Гватемала                | Так  | Так  | Так  | Так  | Так  | Так  | Так  | Так  | Так  | Так  | Так  | Так  | Так  | Так  | Ні   | Ні   | Ні   | Ні   | Ні   | Так  | Так  | Так  | Так  | Так  |
| Гаїті                    | Ні   | Ні   | Ні   | Ні   | Ні   | Ні   | Ні   | Ні   | Ні   | Ні   | Ні   | Ні   | Ні   | Ні   | Ні   | Ні   | Ні   | Ні   | Ні   | Ні   | Ні   | Ні   | Ні   | Ні   |
| Індія                    | Ні   | Ні   | Ні   | Ні   | Ні   | Ні   | Ні   | Ні   | Ні   | Ні   | Ні   | Ні   | Ні   | Ні   | Ні   | Ні   | Ні   | Ні   | Ні   | Ні   | Ні   | Ні   | Ні   | Ні   |
| Ямайка                   | Ні   | Ні   | Ні   | Ні   | Ні   | Ні   | Ні   | Ні   | Ні   | Ні   | Ні   | Ні   | Ні   | Ні   | Ні   | Ні   | Ні   | Ні   | Ні   | Ні   | Ні   | Ні   | Ні   | Ні   |
| Мексика                  | Ні   | Ні   | Ні   | Ні   | Ні   | Ні   | Ні   | Ні   | Ні   | Ні   | Ні   | Ні   | Ні   | Ні   | Ні   | Ні   | Ні   | Ні   | Ні   | Ні   | Ні   | Ні   | Ні   | Ні   |
| Нігерія                  | Так  | Так  | Так  | Так  | Так  | Так  | Так  | Так  | Так  | Так  | Так  | Так  | Так  | Так  | Так  | Так  | Так  | Так  | Так  | Так  | Ні   | Ні   | Ні   | Ні   |
| Пакистан                 | Так  | Так  | Так  | Так  | Так  | Так  | Так  | Ні   | Ні   | Ні   | Ні   | Ні   | Ні   | Ні   | Ні   | Ні   | Ні   | Ні   | Ні   | Ні   | Ні   | Ні   | Ні   | Ні   |
| Перу                     | Так  | Так  | Так  | Так  | Так  | Так  | Так  | Так  | Так  | Так  | Так  | Так  | Так  | Ні   | Ні   | Ні   | Ні   | Ні   | Ні   | Ні   | Ні   | Ні   | Ні   | Ні   |
| Філіппіни                | Ні   | Ні   | Ні   | Ні   | Ні   | Ні   | Ні   | Ні   | Ні   | Ні   | Ні   | Ні   | Ні   | Ні   | Ні   | Ні   | Ні   | Ні   | Ні   | Ні   | Ні   | Ні   | Ні   | Ні   |
| Польща                   | Так  | Так  | Так  | Ні   | Ні   | Ні   | Ні   | Так  | Так  | Так  | Так  | Так  | Ні   | Ні   | Ні   | Ні   | Ні   | Ні   | Так  | Так  | Так  | Так  | Так  | Так  |
| Росія                    | Так  | Так  | Так  | Так  | Так  | Так  | Так  | Так  | Так  | Так  | Ні   | Ні   | Ні   | Ні   | Ні   | Так  | Так  | Так  | Так  | Так  | Так  | Так  | Так  | Так  |
| Південна Корея           | Ні   | Ні   | Ні   | Ні   | Ні   | Ні   | Ні   | Ні   | Ні   | Ні   | Ні   | Ні   | Ні   | Ні   | Ні   | Ні   | Ні   | Ні   | Ні   | Ні   | Ні   | Ні   | Ні   | Ні   |
| Республіка Китай         | Ні   | Ні   | Ні   | Ні   | Ні   | Ні   | Ні   | Так  | Так  | Так  | Так  | Так  | Так  | Так  | Так  | Так  | Так  | Так  | Так  | Так  | Так  | Так  | Так  | Так  |
| Велика Британія          | Ні   | Ні   | Ні   | Ні   | Ні   | Ні   | Ні   | Ні   | Ні   | Ні   | Ні   | Ні   | Ні   | Ні   | Ні   | Ні   | Ні   | Ні   | Ні   | Ні   | Ні   | Ні   | Ні   | Ні   |
| В'єтнам                  | Ні   | Ні   | Ні   | Ні   | Ні   | Ні   | Ні   | Ні   | Ні   | Ні   | Ні   | Ні   | Ні   | Ні   | Ні   | Ні   | Ні   | Ні   | Ні   | Ні   | Ні   | Ні   | Ні   | Ні   |
| Інші                     | Так  | Так  | Так  | Так  | Так  | Так  | Так  | Так  | Так  | Так  | Так  | Так  | Так  | Так  | Так  | Так  | Так  | Так  | Так  | Так  | Так  | Так  | Так  | Так  |

## Пов'язані шахрайства та афери
За даними посольства США в місті Києві, шахраї щороку реєструють у Диверсифікаційній візовій лотереї близько 80 % населення Західної України. Дуже часто це відбувається без дозволу або відому громадян, що також запобігає їх потраплянню у візову лотерею самостійно, тому що система видаляє заявки-дублікати. Таким чином злочинці отримують та контролюють номер підтвердження участі у лотереї, єдине, що у випадку перемоги може дати хід подальшому процесу отримання імміграційної візи до США.
Незважаючи на те, що участь у лотереї безкоштовна, а шанси на перемогу в усіх учасників рівні, шахраї вимагають до 15 тисяч доларів з кожного переможця. Інколи, вимагання не закінчується тільки продажем коду підтвердження, а продовжується ще й в США. Злочинці отримують доступ до номера соціального забезпечення іммігранта, і продовжують вимагати у нього гроші. У випадку відмови платити, злочинці починають погрожувати родичам іммігранта в Україні.
Види шахрайства:
- Стягування плати за реєстрацію у Диверсифікаційній візовій лотереї. Реєстрація у лотереї безкоштовна.
- Обіцянки збільшити шанси на перемогу. Шанси усіх учасників рівні. Система видаляє заявки-дублікати, а у випадку вияву махінацій переможець може отримати відмову в отриманні імміграційної візи.
- Продаж номера підтвердження участі у лотереї. Участь у лотереї безкоштовна, а Уряд США та Посольство США в Україні не співпрацює з жодними посередниками.
- Реєстрація громадян без їхнього дозволу або відому.

### Дискваліфікація
Заявка на участь у програмі може бути дискваліфікована у випадках:
- Одруження з метою імміграції на громадянині, заявка якого перемогла у лотереї;
- Надання неповної або неправдивої інформації про себе або членів Вашої родини під час співбесіди або у заявці на участь. Навіть у випадках коли заявка була подана посередником без вашого відому.
- Надання разом із візовою анкетою підробних документів.

Програмне забезпечення, що використовується під час обробки заявок, дозволяє знайти та позначити заявників із зовні схожим фото, і передати документи про це консулу до проходження переможцем співбесіди.
Велика кількість заявок, надісланих посередниками є дублікатами. Часто шахраї використовують фотографію, що бере участь в якійсь іншій заявці. Це відбувається через те, що посередники злочинним шляхом заволоділи, наприклад, базами даних фотографій паспортного столу всіх жителів окремої місцевості й продовжують надсилати заявку з року в рік з ідентичною фотографією. Коли фотографії немає, злочинці можуть використати фотографію іншої людини.